# 戎庄站
戎庄站是位于河南省汝州市王寨乡的一个铁路车站，邮政编码467535。车站建于1970年，有焦柳铁路经过该站，现仅办理货运业务，不办理客运业务。车站距离月山站213公里，隶属中国铁路郑州局集团，是四等站，本站及相邻上下行区间均为电气化区段。